# Ottis Anderson
(en) Statistiques sur pro-football-reference
Ottis Jerome Anderson (né le 19 janvier 1957 à West Palm Beach) est un joueur américain de football américain.

## Enfance
Anderson fait ses études à la Forest Hill High Schooll de sa ville natale de West Palm Beach où il participe à des compétitions d'athlétisme où il s'illustre. Il sort diplômé de l'école en 1975.

## Carrière

### Université
Il entre à l'université de Miami où il est un grand sportif. Pendant ses années, il dépasse le record de yards sur des courses de l'université, jusqu'alors détenu par Chuck Foreman, en devenant le premier joueur de l'histoire de l'université à dépasser mille yards sur des courses lors d'une saison avec 1266 yards en 1978. Il totalise 3331 yards à Miami. Il est nommé All-American.

### Professionnel

#### Cardinals de Saint-Louis
Ottis Anderson est sélectionné au premier tour du draft de la NFL de 1979 par les Cardinals de Saint-Louis au huitième choix. Lors de son premier match en NFL, il parcourt 193 yards, un très bon début pour un rookie. Pour sa première saison, il parcourt 1605 yards (100,31 yards par match) et est nommé Rookie offensif de l'année 1979, sélectionné pour le Pro Bowl et nommé dans l'équipe de la saison 1979, dans une saison où son équipe des Cardinals termine avec cinq victoires et onze défaites.
Durant les cinq saisons suivantes avec Saint-Louis, Anderson terminent chaque saison avec plus de mille yards sauf en 1982 où il déclare forfait pour le reste de la saison, après le huitième match de la saison pour une blessure, totalisant 587 yards en huit matchs de la saison régulière. Il revient après les matchs de la saison régulière 1982 pour jouer les play-offs après que Saint-Louis ait réussi à se qualifier pour la première fois depuis 1975. Néanmoins, contre les Packers de Green Bay, il déçoit en ne faisant que 58 yards en huit courses.
À partir de la saison 1985, Anderson est handicapé par des blessures et joue beaucoup moins, mais en 1986, après être revenu de blessure, il doit se contenter d'un poste de remplaçant après que Stump Mitchell soit le nouveau titulaire. Cela converge vers l'échange d'Anderson aux Giants de New York au milieu de la saison 1986.

#### Giants de New York

##### Remplaçant
Même si les supporters des Giants espèrent beaucoup de la venue d'Ottis mais le joueur originaire de Floride, n'ai envoyé sur le terrain que lors de situation favorable, à quelques yards de la end-zone. Lors du Super Bowl XXI, Anderson permet à New York de remporter le championnat avec un touchdown sur une course, permettant à New York de remporter le titre. Malgré cela, Anderson devient de plus en plus rare sur les terrains de la NFL, et cela pendant deux saisons.

##### Le comeback de l'année 1989
En 1989, Bill Parcell nomme Anderson au poste de running back titulaire et fait une belle saison en marquant quatorze touchdowns en une saison et parcourant 1023 yards en 325 courses. Lors de cette même année, il emmène les Giants jusqu'au Super Bowl XXV où il est nommé Meilleur joueur ou MVP du match après avoir parcouru 102 yards et marque un touchdown sur une course de vingt yards. À la fin de la saison, il est nommé comme le Comeback de l'année 1989 (NFL Comeback Player of the year).

##### Fin de carrière
Après le titre de 1989, Anderson n'arrive pas à confirmer et fait une saison 1990 mollassonne. En 1991, il est remplacé par Rodney Hampton mais Ottis reste chez les Giants, retrouvant ce poste de remplaçant. Après l'annonce de sa retraite, il affiche une statistique étonnante, il n'a fait que trois fumbles  en 739 courses en six saisons pour New York.

## Après le football
En 1993, Anderson devient entrepreneur. Il apparaît aussi dans divers émissions de télévisions comme David Letterman Show ou Good Morning America. Ensuite, il devient consultant pour la chaine WFAN retransmettant les matchs des Giants de New York et participe aussi à trois émissions de radio portant sur les Cardinals de Saint-Louis où il retrouve ses coéquipiers Theotis Brown, E. J. Junior et Roy Green.

## Palmarès
- Rookie offensif de l'année 1989
- Sélection au Pro Bowl en 1979 et 1980
- Équipe de la saison 1979
- Seconde équipe de la saison 1980
- Super Bowl XXI et Super Bowl XXV (MVP)
- Leader du classement des yards sur des courses de l'équipe des Cardinals.